# American Comedy Awards
American Comedy Awards (рус. Американская комедийная премия) — ежегодная кинопремия, которую вручали с 1987 по 2001 год за достижения в создании комедийных фильмов. Церемонии награждения проводились телеканалом ABC. Была возрождена в 2014 году на канале NBC.

## История
В 1970-х годах кинопремия вручалась два раза и получила своё название от актёра и комика Алана Кинга — American Academy of Humor.
Последняя церемония награждения состоялась в 2001 году под эгидой кабельного телеканала Comedy Central. С 2003 года телеканал стал вручать собственную награду Commie Awards.

## 1987 год
Самый смешной актёр
- Вуди Аллен — «Ханна и её сёстры»

Самая смешная актриса
- Бетт Мидлер — «Безжалостные люди»

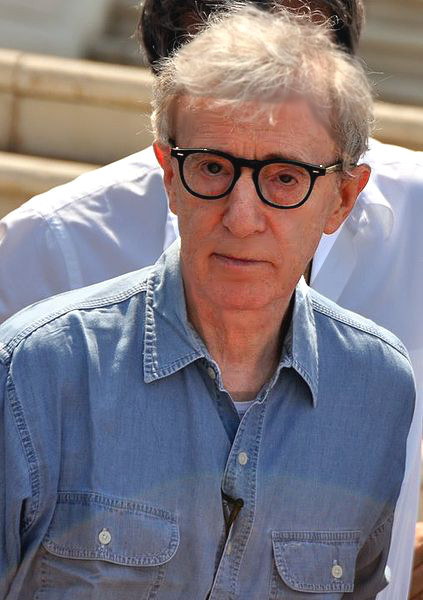
Вуди Аллен

Самый смешной новичок (актёр/актриса)
- Вуди Харрельсон

Самый смешной актёр разговорного жанра
- Лили Томлин

Самая смешная исполнительница года
- Бетт Мидлер

Самый смешной актёр разговорного жанра
- Робин Уильямс

Самый смешной исполнитель года
- Робин Уильямс

Самый смешной исполнитель в телесериале (главная роль)
- Джонни Карсон

Самая смешная исполнительница в телесериале (главная роль)
- Бетти Уайт — «Золотые девочки»

Самая смешная любимая телезвезда
- Робин Уильямс — Robin Williams: An Evening at the Met

Награда за творческие достижения
- Norman Lear

Награда за продолжительную карьеру в жанре комедии
- Стив Аллен[англ.]
- Вуди Аллен
- Люсиль Болл
- Мел Брукс
- Кэрол Бёрнетт
- Джордж Бёрнс
- Sid Caesar
- Бетт Мидлер
- Мэри Тайлер Мур
- Лили Томлин
- Джонатан Уинтерс

## 1988 год
Самый смешной актёр

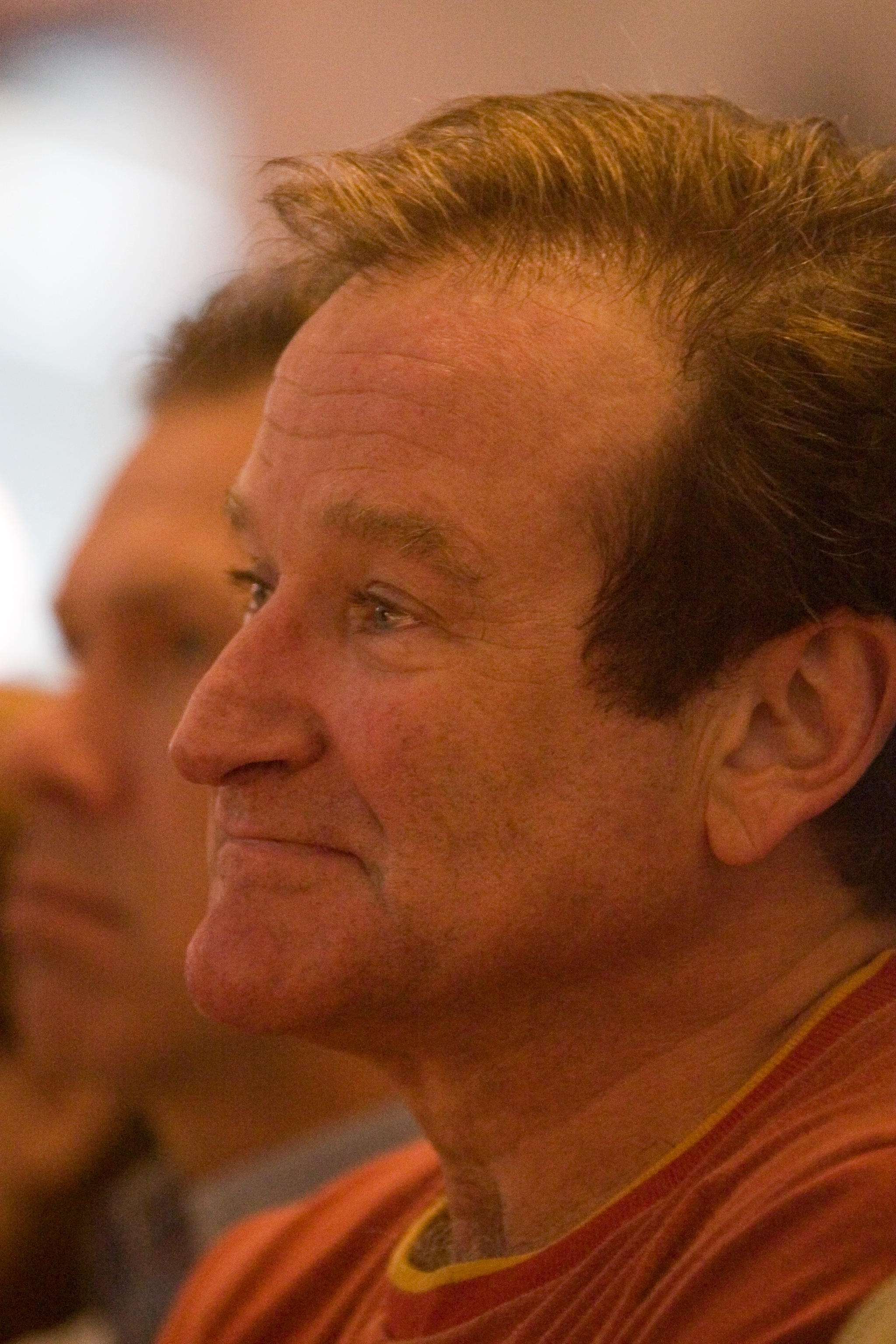
Робин Уильямс

- Робин Уильямс — «Доброе утро, Вьетнам»

Самая смешная актриса
- Бетт Мидлер — «Бешеные деньги»

Самая смешная актриса разговорного жанра
- Лили Томлин

Самая смешная исполнительница года
- Трейси Ульман

Самый смешной актёр разговорного жанра
- Робин Уильямс

Самая смешная актриса разговорного жанра в клубе
- Judy Tenuta

Самый смешной исполнитель года
- Робин Уильямс

Самый смешной актёр разговорного жанра в клубе
- Джерри Сайнфелд

Самый смешной исполнитель второго плана (кино/телевидение)
- Альберт Брукс — «Телевизионные новости»

Самая смешная исполнительница на телевидении (главная или второстепенная роль)
- Розанна Барр — On Location: The Roseanne Barr Show

Самый смешной исполнитель на телевидении (главная или второстепенная роль)
- Робин Уильямс — Comic Relief '87

Самая смешная исполнительница второго плана (кино/телевидение)
- Олимпия Дукакис — «Власть луны»

Самый смешной исполнитель в телесериале (главная роль)
- Garry Shandling — It’s Garry Shandling’s Show

Самая смешная исполнительница в телесериале (главная роль)
- Трейси Ульман — «Шоу Трейси Ульман»

Награда за творческие достижения
- Блейк Эдвардс

Награда за продолжительную карьеру в жанре комедии
- Джордж Бёрнс
- Imogene Coca

## 1989 год
Самый смешной актёр
- Том Хэнкс — «Большой»

Самая смешная актриса
- Мидлер, Бетт — «Большой бизнес»

Самый смешной актёр второго плана

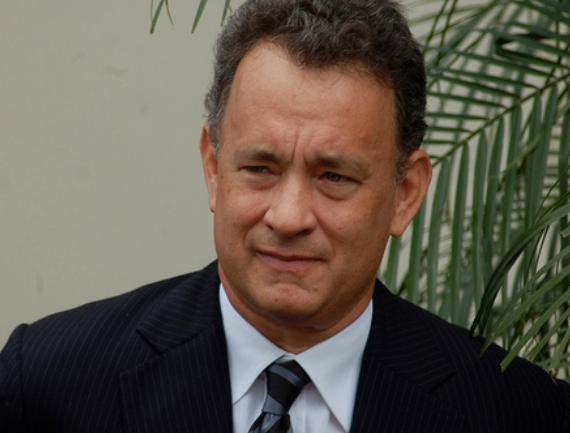
Том Хэнкс

- Арсенио Холл — «Поездка в Америку»

Самая смешная актриса второго плана
- Джоан Кьюсак — «Деловая девушка»

Самая смешная актриса разговорного жанра
- Розанна Барр

Самый смешной актёр разговорного жанра
- Робин Уильямс

Самая смешная актриса разговорного жанра в клубе
- Paula Poundstone

Самый смешной актёр разговорного жанра в клубе
- Бобби Слейтон[англ.]

Самая смешная исполнительница на телевидении (главная или второстепенная роль)
- Трейси Ульман — Tracey Ullman: Backstage

Самый смешной исполнитель второго плана в телесериале
- Dana Carvey — «Субботним вечером в прямом эфире»

Самый смешной исполнитель на телевидении (главная или второстепенная роль)
- Дэвид Леттерман — Late Show With David Letterman: 6th Anniversary Special

Самая смешная исполнительница второго плана в телесериале
- Rhea Perlman — Cheers

Самый смешной исполнитель в телесериале (главная роль)
- Джон Гудмен — Розанна[англ.]

Самая смешная исполнительница в телесериале (главная роль)
- Розанна Барр — Розанна[англ.]

Награда за творческие достижения
- Нил Саймон

Награда за продолжительную карьеру в жанре комедии
- Кэтрин Хепбёрн
- Red Skelton

## 1990 год
Самый смешной актёр

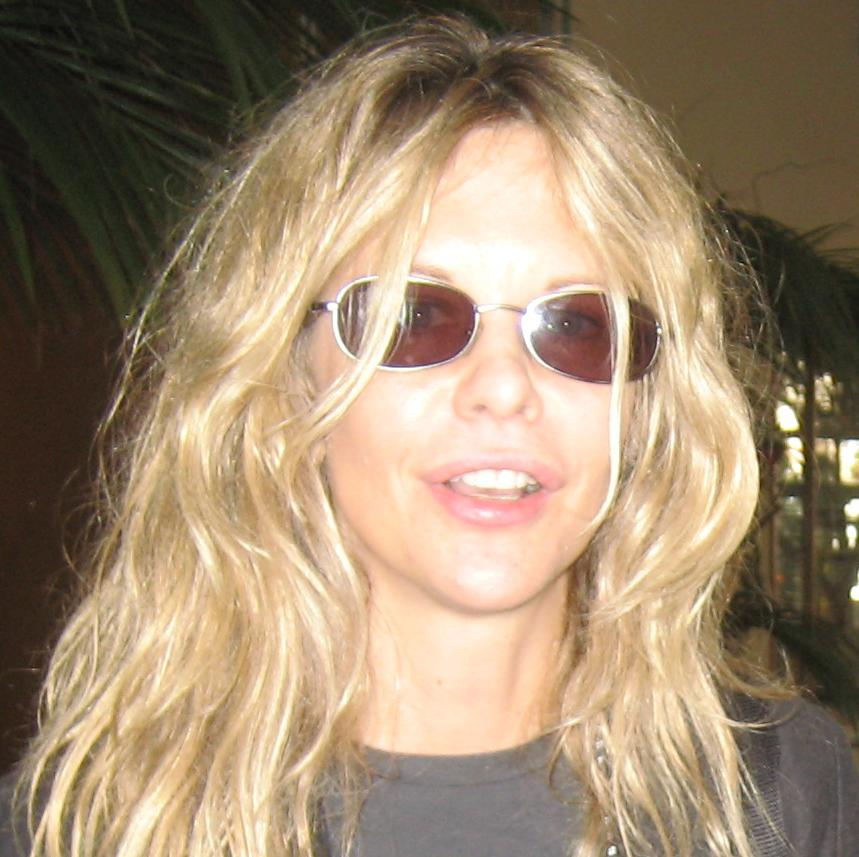
Мег Райан

- Билли Кристал — «Когда Гарри встретил Салли»

Самая смешная актриса
- Мег Райан — «Когда Гарри встретил Салли»

Самый смешной актёр второго плана
- Рик Моранис — «Родители»

Самая смешная актриса второго плана
- Джулия Кавнер — «Нью-йоркские истории»

Самая смешная актриса разговорного жанра
- Rita Rudner

Самый смешной актёр разговорного жанра
- Jeff Foxworthy

Самая смешная исполнительница на телевидении (главная или второстепенная роль)
- Кэрол Бёрнетт — «Джули и Кэрол: Снова вместе»

Самый смешной исполнитель второго плана в телесериале
- Dana Carvey — «Субботним вечером в прямом эфире»

Самый смешной исполнитель на телевидении (главная или второстепенная роль)
- Робин Уильямс — Comic Relief III

Самая смешная исполнительница второго плана в телесериале
- Джулия Кавнер — «Шоу Трейси Ульман»

Самый смешной исполнитель в телесериале (главная роль)
- Джон Гудмен — Розанна[англ.]

Самая смешная исполнительница в телесериале (главная роль)
- Трейси Ульман — «Шоу Трейси Ульман»

Награда за творческие достижения
- Гарри Маршалл

Награда за продолжительную карьеру в жанре комедии
- Арт Карни
- Бетти Уайт

## 1991 год
Самый смешной актёр
- Маколей Калкин — «Один дома»

Самая смешная актриса

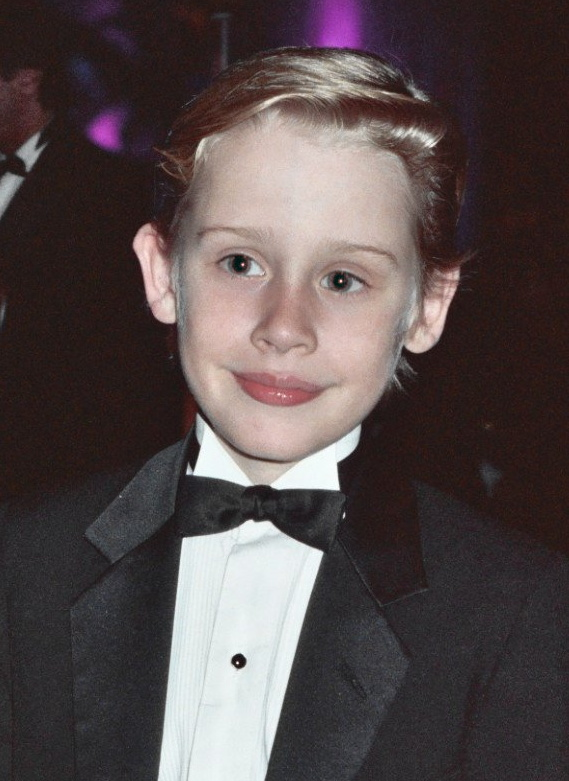
Маколей Калкин

- Мерил Стрип — «Открытки с края бездны»

Самый смешной актёр второго плана
- Аль Пачино — «Дик Трейси»

Самая смешная актриса второго плана
- Вупи Голдберг — «Привидение»

Самая смешная актриса разговорного жанра
- Эллен Дедженерес

Самый смешной актёр разговорного жанра
- Dennis Wolfberg

Самая смешная исполнительница на телевидении (главная или второстепенная роль)
- Лили Томлин — An Evening With… Friends of the Environment

Самый смешной исполнитель второго плана в телесериале
- Dana Carvey — «Субботним вечером в прямом эфире»

Самый смешной исполнитель на телевидении (главная или второстепенная роль)
- Джонатан Уинтерс — Jonathan Winters and His Traveling Road Show

Самая смешная исполнительница второго плана в телесериале
- Эстель Гетти — «Золотые девочки»

Самый смешной исполнитель в телесериале (главная роль)
- Тед Дэнсон — Cheers

Самая смешная исполнительница в телесериале (главная роль)
- Трейси Ульман — «Шоу Трейси Ульман»

Награда за творческие достижения
- Карл Райнер

Награда за продолжительную карьеру в жанре комедии
- Дорис Дэй
- Джек Леммон

## 1992 год
Самый смешной актёр

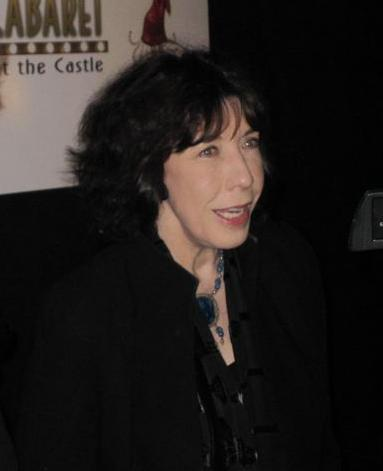
Лили Томлин

- Билли Кристал — «Городские пижоны»

Самая смешная актриса
- Лили Томлин — The Search for Signs of Intelligent Life in the Universe

Самый смешной актёр второго плана
- Джек Пэланс — «Городские пижоны»

Самая смешная актриса второго плана
- Мерседес Рул — «Король-рыбак»

Самая смешная актриса разговорного жанра
- Кэти Лэдмэн[англ.]

Самый смешной актёр разговорного жанра
- Билл Ингвол[англ.]

Самая смешная исполнительница на телевидении (главная или второстепенная роль)
- Трейси Ульман — Funny Women of Television

Самый смешной исполнитель второго плана в телесериале
- Джейсон Александер — «Сайнфелд»

Самый смешной исполнитель на телевидении (главная или второстепенная роль)
- Билли Кристал

Самая смешная исполнительница второго плана в телесериале
- Эстель Гетти — «Золотые девочки»

Самый смешной исполнитель в телесериале (главная роль)
- Джерри Сайнфелд — «Сайнфелд»

Самая смешная исполнительница в телесериале (главная роль)
- Кэндис Берген — «Мерфи Браун»

Награда за творческие достижения
- Пенни Маршалл

Награда за продолжительную карьеру в жанре комедии
- Джонни Карсон
- Филлис Дилер

## 1993 год
Самый смешной актёр
- Джо Пеши — «Мой кузен Винни»

Самая смешная актриса

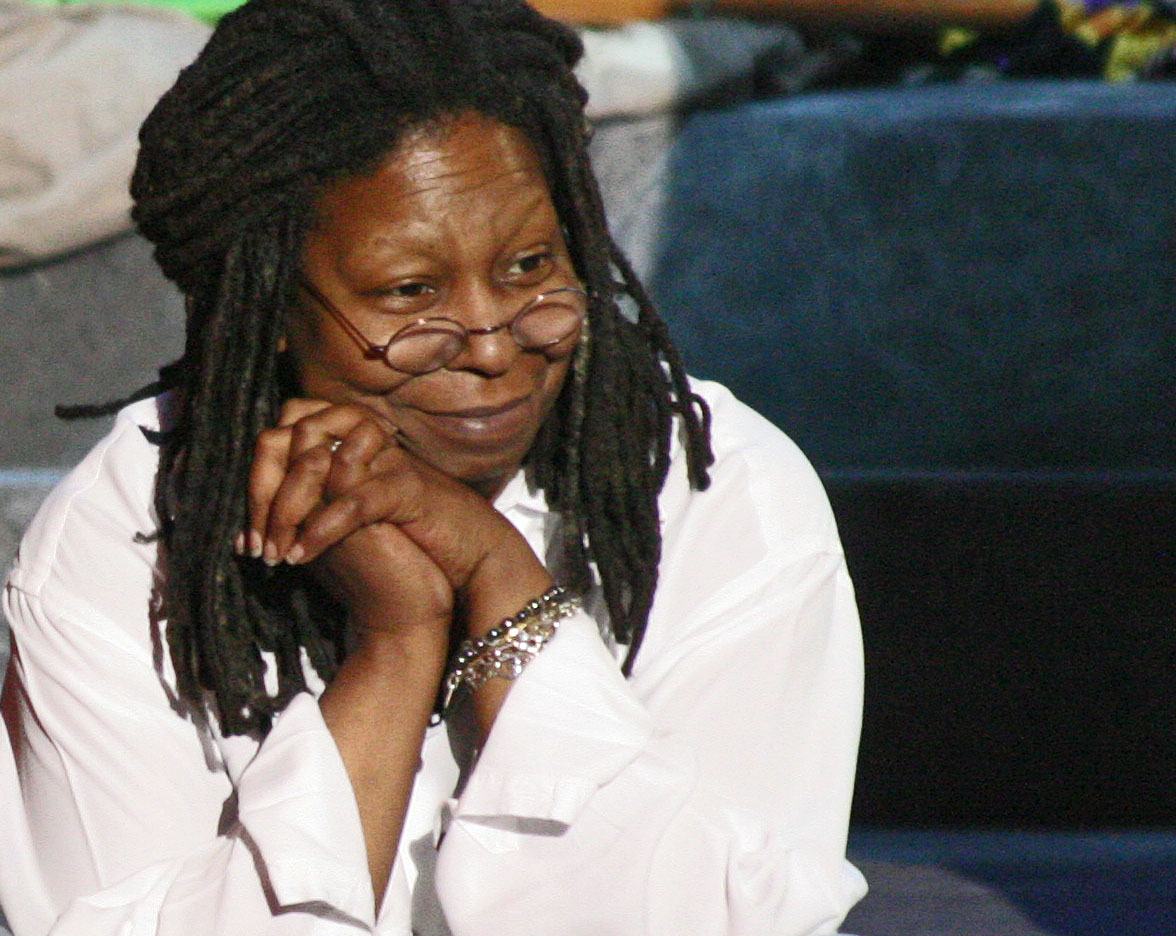
Вупи Голдберг

- Вупи Голдберг — «Действуй, сестра»

Самый смешной актёр второго плана
- Том Хэнкс — «Их собственная лига»

Самая смешная актриса второго плана
- Кэти Наджими — «Действуй, сестра»

Самая смешная актриса разговорного жанра
- Пэм Стоун[англ.]

Самый смешной актёр разговорного жанра
- Ричард Джени

Самая смешная исполнительница на телевидении (главная или второстепенная роль)
- Бетт Мидлер — The Tonight Show Starring Johnny Carson: 2nd to Last Tonight Show

Самый смешной исполнитель второго плана в телесериале
- Джейсон Александер — «Сайнфелд»

Самый смешной исполнитель на телевидении (главная или второстепенная роль)
- Билли Кристал

Самая смешная исполнительница второго плана в телесериале
- Джулия Луи-Дрейфус — «Сайнфелд»

Самый смешной исполнитель в телесериале (главная роль)
- Джерри Сайнфелд — «Сайнфелд»

Самая смешная исполнительница в телесериале (главная роль)
- Розанна Барр — «Розанна»

Награда за творческие достижения
- Билли Кристал

Награда за продолжительную карьеру в жанре комедии
- Ширли Маклейн
- Ричард Прайор

## 1994 год
Самый смешной актёр
- Робин Уильямс — «Миссис Даутфайр»

Самая смешная актриса
- Мег Райан — «Неспящие в Сиэтле»

Самый смешной актёр второго плана
- Чарлз Гродин — «Дэйв»

Самая смешная актриса второго плана
- Лили Томлин — «Короткие истории»

Самая смешная актриса разговорного жанра
- Маргарет Чо

Самый смешной актёр разговорного жанра
- Кэррот Топ

Самая смешная исполнительница на телевидении (главная или второстепенная роль)
- Трейси Ульман — Tracey Takes on New York

Самый смешной исполнитель второго плана в телесериале
- Рип Торн — The Larry Sanders Show

Самый смешной исполнитель на телевидении (главная или второстепенная роль)
- Билли Кристал

Самая смешная исполнительница второго плана в телесериале
- Джулия Луи-Дрейфус — «Сайнфелд»

Самый смешной исполнитель в телесериале (главная роль)
- Дэвид Леттерман — Late Show with David Letterman

Самая смешная исполнительница в телесериале (главная роль)
- Хелен Хант — «Без ума от тебя»

Награда за творческие достижения
- Майк Николс

Награда за продолжительную карьеру в жанре комедии
- Дик Ван Дайк
- Илейн Мэй[англ.]

## 1995 год
Самый смешной актёр
- Том Хэнкс — «Форрест Гамп»

Самая смешная актриса

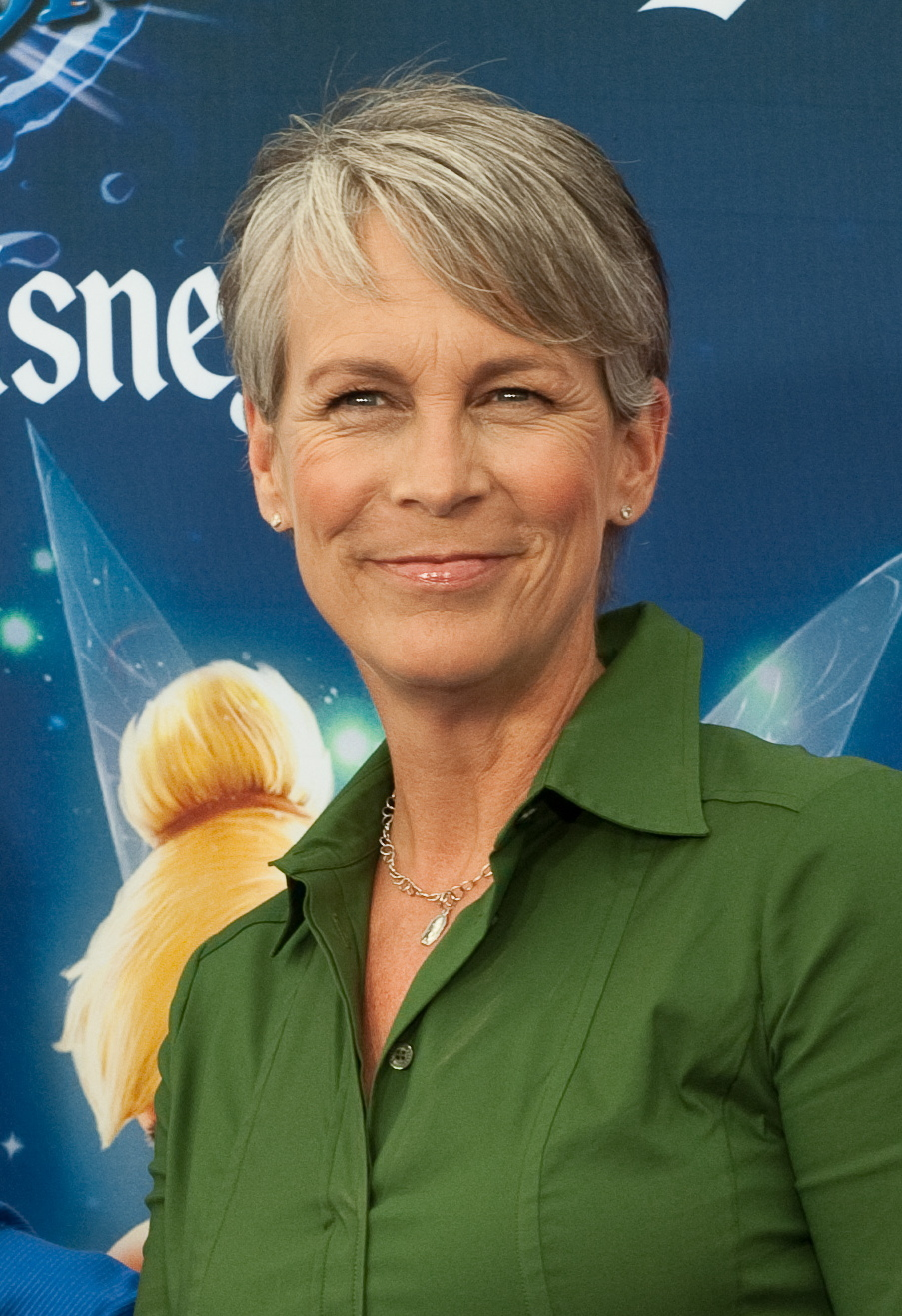
Джейми Ли Кёртис

- Джейми Ли Кёртис — «Правдивая ложь»

Самый смешной актёр второго плана
- Мартин Ландау — «Эд Вуд»

Самая смешная актриса второго плана
- Дайан Уист — «Пули над Бродвеем»

Самая смешная актриса разговорного жанра
- Маргарет Смит[англ.]

Самый смешной актёр разговорного жанра
- Джордж Уоллес[англ.]

Самая смешная исполнительница на телевидении (главная или второстепенная роль)
- Эллен Дедженерес

Самый смешной исполнитель второго плана в телесериале
- Дэвид Хайд Пирс — «Фрейзер»

Самый смешной исполнитель на телевидении (главная или второстепенная роль)
- Дэвид Леттерман — «Вечернее шоу с Дэвидом Леттерманом»: Video Special

Самая смешная исполнительница второго плана в телесериале
- Джулия Луи-Дрейфус — «Сайнфелд»

Самый смешной исполнитель в телесериале (главная роль)
- Келси Грэммер — «Фрейзер»

Самая смешная исполнительница в телесериале (главная роль)
- Хелен Хант — «Без ума от тебя»

Награда за творческие достижения
- Родни Дэнджерфилд

Награда за продолжительную карьеру в жанре комедии
- Боб Хоуп
- Одри Медоуз

## 1996 год
Самый смешной актёр
- Джон Траволта — «Достать коротышку»

Самая смешная актриса
- Алисия Сильверстоун — «Бестолковые»

Самый смешной актёр второго плана
- Деннис Фарина — «Достать коротышку»

Самая смешная актриса второго плана
- Бетт Мидлер — «Достать коротышку»

Самая смешная актриса разговорного жанра
- Кэтлин Мэдиган[англ.]

Самый смешной актёр разговорного жанра
- Брайан Риган[англ.]

Самая смешная исполнительница на телевидении (главная или второстепенная роль)
- Трейси Ульман — Women of the Night IV

Самый смешной исполнитель второго плана в телесериале
- Дэвид Хайд Пирс — «Фрейзер»

Самый смешной исполнитель на телевидении (главная или второстепенная роль)
- Деннис Миллер — Dennis Miller: State of the Union Undressed

Самая смешная исполнительница второго плана в телесериале
- Кристин Барански — «Сибилл»[англ.]

Самый смешной исполнитель в телесериале (главная роль)
- Келси Грэммер — «Фрейзер»

Самая смешная исполнительница в телесериале (главная роль)
- Хелен Хант — «Без ума от тебя»

Награда за творческие достижения
- Джеймс Барроуз[англ.]

Награда за продолжительную карьеру в жанре комедии
- Энн Бэнкрофт
- Милтон Берл
- Дебби Рейнольдс

## 1997 год
Самый смешной актёр
- Нейтан Лейн — «Клетка для пташек»

Самая смешная актриса
- Фрэнсис Макдорманд — «Фарго»

Самый смешной актёр второго плана
- Кьюба Гудинг — «Джерри Магуайер»

Самая смешная актриса второго плана
- Дайан Уист — «Клетка для пташек»

Самая смешная актриса разговорного жанра
- Уэнди Либмэн[англ.]

Самый смешной актёр разговорного жанра
- Craig Shoemaker

Самая смешная исполнительница на телевидении (главная или второстепенная роль)
- Кэти Бэйтс — Полночная смена

Самый смешной исполнитель второго плана в телесериале
- Дэвид Хайд Пирс — «Фрейзер»

Самый смешной исполнитель на телевидении (главная или второстепенная роль)
- Джордж Карлин — George Carlin Back in Town

Самая смешная исполнительница второго плана в телесериале
- Джулия Луи-Дрейфус — «Сайнфелд»

Самый смешной исполнитель в телесериале (главная роль)
- Джон Литгоу — «Третья планета от Солнца»

Самая смешная приглашённая актриса в телесериале
- Кэрол Бёрнетт — «Без ума от тебя»

Самая смешная исполнительница в телесериале (главная роль)
- Рози О’Доннелл — «Шоу Рози О’Доннелл»[англ.]

Самый смешной приглашённый актёр в телесериале
- Мел Брукс — «Без ума от тебя»

Награда за творческие достижения
- Роб Райнер

Награда за продолжительную карьеру в жанре комедии
- Уолтер Маттау
- Дебби Рейнольдс

## 1998 год
Самый смешной актёр
- Джек Николсон — «Лучше не бывает»

Самая смешная актриса
- Хелен Хант — «Лучше не бывает»

Самый смешной актёр второго плана
- Руперт Эверетт — «Свадьба лучшего друга»

Самая смешная актриса второго плана
- Джоан Кьюсак — «Вход и выход»

Самая смешная актриса разговорного жанра
- Мэри Эллен Хупер

Самый смешной актёр разговорного жанра
- Джефф Данэм

Самая смешная исполнительница на телевидении (главная или второстепенная роль)
- Бетт Мидлер — Bette Midler in Concert: Diva Las Vegas

Самый смешной исполнитель второго плана в телесериале
- Дэвид Хайд Пирс — «Фрейзер»

Самый смешной исполнитель на телевидении (главная или второстепенная роль)
- Джордж Карлин — George Carlin: 40 Years of Comedy

Самая смешная исполнительница второго плана в телесериале
- Джулия Луи-Дрейфус — «Сайнфелд»

Самый смешной исполнитель в телесериале (главная роль)
- Garry Shandling — The Larry Sanders Show

Самая смешная приглашённая актриса в телесериале
- Кэрол Бёрнетт — «Без ума от тебя»

Самая смешная исполнительница в телесериале (главная роль)
- Трейси Ульман — Tracey Takes On…

Самый смешной приглашённый актёр в телесериале
- Джерри Стиллер — «Сайнфелд»

Награда за творческие достижения
- Фрэнк Оз

Награда за продолжительную карьеру в жанре комедии
- Джерри Льюис

## 1999 год
Самый смешной актёр
- Роберто Бениньи — «Жизнь прекрасна»

Самая смешная актриса
- Камерон Диас — «Все без ума от Мэри»

Самый смешной актёр второго плана
- Билл Мюррей — «Академия Рашмор»

Самая смешная актриса второго плана
- Кэти Бэйтс — «Основные цвета»

Самая смешная актриса разговорного жанра
- Этта Мэй[англ.]
- Фелиция Майклз[англ.]

Самый смешной актёр разговорного жанра
- John Pinette
- Роберт Шиммел[англ.]

Самая смешная исполнительница на телевидении (главная или второстепенная роль)
- Кэрол Бёрнетт — The Marriage Fool
- Рози О’Доннелл — The 52nd Annual Tony Awards

Самый смешной исполнитель второго плана в телесериале
- Дэвид Хайд Пирс — «Фрейзер»

Самый смешной исполнитель на телевидении (главная или второстепенная роль)
- Билли Кристал — The 70th Annual Academy Awards

Самая смешная исполнительница второго плана в телесериале
- Дорис Робертс — «Все любят Рэймонда»

Самый смешной исполнитель в телесериале (главная роль)
- Гарри Шэндлинг[англ.] — The Larry Sanders Show

Самая смешная приглашённая актриса в телесериале
- Трейси Ульман — «Элли Макбил»

Самая смешная исполнительница в телесериале (главная роль)
- Трейси Ульман — Tracey Takes On…

Самый смешной приглашённый актёр в телесериале
- Дэвид Духовны — The Larry Sanders Show

Награда за творческие достижения
- Барри Левинсон

## 2000 год
Самый смешной актёр
- Майк Майерс — «Остин Пауэрс: Шпион, который меня соблазнил»

Самая смешная актриса
- Аннетт Бенинг — «Красота по-американски»

Самый смешной актёр второго плана
- Джон Малкович — «Быть Джоном Малковичем»

Самая смешная актриса второго плана
- Джоан Кьюсак — «Сбежавшая невеста»

Самый смешной кинофильм
- «Анализируй это»

Самая смешная исполнительница на телевидении (главная или второстепенная роль)
- Кэти Бэйтс — «Энни»[англ.]

Самый смешной исполнитель второго плана в телесериале
- Дэвид Хайд Пирс — «Фрейзер»

Самый смешной исполнитель на телевидении (главная или второстепенная роль)
- Крис Рок — Chris Rock: Bigger & Blacker

Самая смешная исполнительница второго плана в телесериале
- Лиза Кудроу — «Друзья»

Самый смешной исполнитель в телесериале (главная роль)
- Рэй Романо — «Все любят Рэймонда»

Самая смешная приглашённая актриса в телесериале
- Бетти Уайт — «Элли Макбил»

Самый смешной телесериал
- «Фрейзер»

Самая смешная исполнительница в телесериале (главная роль)
- Трейси Ульман — Tracey Takes On…

Самый смешной приглашённый актёр в телесериале
- Мел Брукс — «Без ума от тебя»

Награда за продолжительную карьеру в жанре комедии
- Стив Мартин

## 2001 год
Самый смешной актёр
- Бен Стиллер — «Знакомство с родителями»

Самая смешная актриса
- Сандра Буллок — «Мисс Конгениальность»

Самый смешной актёр второго плана
- Фред Уиллард — «Победители шоу»[англ.]

Самая смешная актриса второго плана
- Кэтрин О’Хара — «Победители шоу»[англ.]

Самый смешной кинофильм
- «Победители шоу»[англ.]

Самая смешная актриса разговорного жанра
- Ванда Сайкс

Самый смешной актёр разговорного жанра
- Льюис Блэк

Самый смешной исполнитель на телевидении (главная или второстепенная роль)
- Уилл Феррелл — Saturday Night Live: Presidential Bash 2000

Самая смешная исполнительница на телевидении (главная или второстепенная роль)
- Эллен Дедженерес — Ellen DeGeneres: The Beginning

Самый смешной исполнитель второго плана в телесериале
- Шон Хейз[англ.] — «Уилл и Грейс»

Самая смешная исполнительница второго плана в телесериале
- Меган Маллалли — «Уилл и Грейс»

Самый смешной исполнитель в телесериале (главная роль)
- Дэвид Леттерман — «Вечернее шоу с Дэвидом Леттерманом»

Самая смешная приглашённая актриса в телесериале
- Беатрис Артур — «Малкольм в центре внимания»

Самый смешной телесериал
- «Все любят Рэймонда»

Самый смешной мультсериал
- «Симпсоны»

Самая смешная исполнительница в телесериале (главная роль)
- Джейн Качмарек — «Малкольм в центре внимания»

Самый смешной приглашённый актёр в телесериале
- Кристофер Уокен — «Субботним вечером в прямом эфире»

Награда за продолжительную карьеру в жанре комедии
- Джордж Карлин